# 龍伯 (成化進士)
龍伯（1431年—？），字廷魁，江西吉安府泰和縣人，明朝政治人物。進士出身。

## 生平
江西鄉試第七十二名。成化二年（1466年）丙戌科會試第一百八十六名，殿試登進士第三甲第四十六名。

## 家族
曾祖龍仁安，贈主事。祖父龍粲，曾任主事 贈吏部員外郎。父亲龍光，曾任教諭。